# Meganaclia perpusilla
Meganaclia perpusilla là một loài bướm đêm thuộc phân họ Arctiinae, họ Erebidae.